# Julio César Pasquato
Julio César Pasquato, más conocido como Juvenal (San Telmo, Buenos Aires; 30 de agosto de 1923-Buenos Aires; 15 de diciembre de 1998), fue un reconocido periodista deportivo, profesor de periodistas y escritor argentino de extensa y destacada labor en la revista El Gráfico, galardonado por la Fundación Konex en el ámbito del periodismo deportivo escrito con el diploma de honor en 1987 y el Konex de Platino en 1997.

## Biografía
Pasquato nació el 30 de agosto de 1923 en el barrio porteño de San Telmo. Comenzó su carrera periodística escribiendo en la Revista River donde realizó su primer entrevista a quien fuese el gran ídolo de su juventud, José Manuel Moreno. "Cuando terminamos de hablar, me dijo: Tratame bien, pibe, que te dejo un cacho grande de mi vida ", recordó alguna vez de aquella nota a la que remarcó como su mayor orgullo. De allí pasó a La Razón y luego, en 1962, a El Gráfico, donde estuvo por 36 años como Redactor Especial y ayudó a escribir la historia de la revista. Allí también fue Jefe de Redacción de Sport (1964-70), suplemento mensual de El Gráfico y Subdirector editorial (1969-71). 

## Trayectoria
Fue Profesor de Redacción y Técnica Periodística de la Escuela de Periodistas Deportivos (1964-65) y de la Universidad Católica Argentina (UCA) (1991-94). Estuvo presente en ocho Copas del Mundo como redactor, y en dos (1962 y 1978) como comentarista radial. En 1990 fue jurado de los premios Konex. Escribió el libro original de la película Fútbol Argentino estrenada en 1990, y el libro Historia del Fútbol Argentino, que fue publicado semanalmente en El Gráfico, con el cual ganó el Premio Pléyade en 1991.

## Reconocimientos
Es considerado una eminencia en la gráfica deportiva con un estilo preciso, “Químicamente puro”, por usar un calificativo al que él solía recurrir, abundante en detalles y claves tácticas aunque no le faltaban metáforas y tintes líricos para hablar de determinados futbolistas o equipos. En su estilo, jugaba un clásico con Osvaldo Ardizzone o con El Veco, otras dos glorias de la revista.

## Otras aficiones
Además del fútbol, era un apasionado por el Tango y el jazz, y gran admirador de Aníbal Troilo, Astor Piazzolla, Roberto Goyeneche, Carlos Gardel y Duke Ellington, entre otros artistas.

## Último mundial y fallecimiento
En 1998 cubrió su décimo y último Mundial en Francia, y allí presentó su libro "Fútbol en el Alma". Falleció el 15 de diciembre de ese mismo año a raíz de una descompensación diabética. Sus restos descansan en el cementerio de Lomas de Zamora.

#### Algunas frases de Juvenal en el último reportaje hecho por El Gráfico en 1996
"¿Cuál fue mi época? ¿La de Roberto Cherro, Pancho Varallo y Antonio Sastre en los años '30? ¿La de Moreno, Pedernera y Di Stéfano en los '40? ¿La de Labruna, Walter Gómez, Rattin y Pipo Rossi en los '50? ¿La de Marzolini y Bernao en los '60? ¿La de Alonso, Gatti y Bochini en los '70 y '80? Ahora me doy cuenta de que siempre fue mi época, y me alegro."

"Mi niñez y adolescencia fueron riverplatenses. En mi juventud también me hice hincha de Lanús."

"El Gráfico es club del que fui hincha de pibe y donde llegué a jugar en Primera."

"¿José Manuel Moreno o Maradona? Por despliegue, guapeza, potencia atlética y capacidad estratégica, por no haber defraudado nunca a sus hinchas, José Manuel Moreno. Por precisión en velocidad, Maradona. Me juego por mi viejo ídolo, aunque aclaro que voto con el corazón."

"¿Gatti o Fillol? Fillol fue un monstruo del arco, de una moral indestructible. Si voto por Gatti, es porque prefiero los arqueros razonadores que, además, saben dar espectáculo"

"Mi única virtud es haber conocido y escuchado atentamente a quienes sabían de esto mucho más que yo. Eso sí: creo que saber escuchar a los maestros es un ejemplo que recomiendo seguir a los periodistas jóvenes. Especialmente a quienes creen saberlo todo."

"Duke Ellington inventó todo. Aún hoy, cada vez que escucho "The Mooche", grabado en 1927; "El Ganso Azul", de 1940; o "Dama Sofisticada", en versión 1956, me sigue sorprendiendo."

"Cuando el Polaco (Roberto Goyeneche) cantaba "Qué solo estoy" y decía "Frrrío", tenía que ir a ponerme el sobretodo aunque hiciera 40 grados."

"Con Ardizzone Veíamos el fútbol igual aunque lo escribíamos distinto. Osvaldo tenía más vuelo lírico, un fantástico manejo del idioma. Yo preferí siempre el rigor conceptual antes que una frase literariamente brillante."

"¿Cómo formaría mi Selección Argentina de todos los tiempos? Aclaro que no pretendo formarla con los mejores jugadores, sino con once que de diez partidos ganen nueve y medio: Amadeo Carrizo; Rubén Suñé, Roberto Perfumo, Daniel Passarella, Silvio Marzolini; José Manuel Moreno, Antonio Sastre, Diego Maradona; Carlos Peucelle, Alfredo Di Stéfano, Félix Loustau. Siete de esos jugadores (Passarella, Marzolini, Sastre, Moreno, Peucelle, Di Stéfano, Moreno, Loustau) están dotados para defender, atacar, tener la pelota y meter goles. Y todos sirven para jugarle una final a Holanda en Amsterdam."

"Tengo tan buenos recuerdos que ya me olvidé de los malos."